# Línea M1 (Metro de Estambul)
La línea M1, oficialmente conocida como la línea de metro M1 Yenikapı-Aeropuerto Atatürk/Kirazlı (en turco: M1 Yenikapı-Atatürk Havalimanı/Kirazlı metro hattı), también conocida como el Metro Ligero de Estambul (en turco: Hafif Metro), es una línea de tránsito rápido del Metro de Estambul. Se representa con el color rojo en los mapas y letreros de ruta. Inaugurada en 1989, fue la primera línea de tránsito rápido en Estambul y en Turquía, y su apertura marcó el inicio del renacimiento del transporte masivo en las ciudades turcas.
La M1 consta de dos servicios de tren, M1a y M1b. Ambos servicios circulan por la misma línea desde Yenikapı hasta Otogar, donde el M1B se desvía hacia Kirazlı, mientras que el M1A continúa en la línea original hacia el Aeropuerto Atatürk. La M1 cuenta con 23 estaciones en servicio, de las cuales 11 están subterráneas y 3 elevadas, y la longitud total de la línea es de 26,8 kilómetros (16,7 mi). A pesar de que la M1 está completamente separada del tráfico, se considera una línea de metro ligero debido a la capacidad de pasajeros relativamente baja en comparación con otras líneas del sistema.
En noviembre de 2014, se inauguró la extensión desde Aksaray hasta Yenikapı.

## Estaciones
| Estación                                              | Acc. | Enlaces           | Apertura                | Distrito     | Notas                                                |
| ----------------------------------------------------- | ---- | ----------------- | ----------------------- | ------------ | ---------------------------------------------------- |
| Yenikapı                                              |      |                   | 9 de noviembre de 2014  | Fatih        | Plaza de Yenikapı                                    |
| Aksaray                                               |      |                   | 3 de septiembre de 1989 | Fatih        |                                                      |
| Emniyet-Fatih                                         |      |                   | 3 de septiembre de 1989 | Fatih        |                                                      |
| Topkapı-Ulubatlı                                      |      |                   | 3 de septiembre de 1989 | Fatih        | Instalaciones de aparcamiento y enlaces              |
| Bayrampaşa-Maltepe                                    |      |                   | 3 de septiembre de 1989 | Eyüpsultan   | Axis Mall                                            |
| Sağmalcılar                                           |      |                   | 3 de septiembre de 1989 | Bayrampaşa   | Hospital Estatal de Bayrampaşa                       |
| Kocatepe                                              |      |                   | 3 de septiembre de 1989 | Bayrampaşa   | Forum İstanbul Mall                                  |
| Otogar                                                |      |                   | 31 de enero de 1994     | Bayrampaşa   | Gran Estación de Autobuses de Estambul de Bayrampaşa |
| Estaciones de la Línea M1a                            |      |                   |                         |              |                                                      |
| Terazidere                                            |      |                   | 31 de enero de 1994     | Esenler      |                                                      |
| Davutpaşa-YTÜ                                         |      |                   | 31 de enero de 1994     | Güngören     | Universidad Técnica de Yıldız                        |
| Merter                                                |      |                   | 31 de enero de 1994     | Güngören     | Instalaciones de aparcamiento y enlaces              |
| Zeytinburnu                                           |      |                   | 31 de enero de 1994     | Bakırköy     |                                                      |
| Bakırköy-İncirli                                      |      | (en construcción) | 7 de marzo de 1994      | Bakırköy     |                                                      |
| Bahçelievler                                          |      |                   | 15 de enero de 1999     | Bahçelievler |                                                      |
| Ataköy-Şirinevler                                     |      |                   | 25 de julio de 1995     | Bakırköy     | Instalaciones de aparcamiento y enlaces              |
| Yenibosna                                             |      | (en construcción) | 26 de julio de 1995     | Bakırköy     |                                                      |
| DTM-İstanbul Fuar Merkezi                             |      |                   | 20 de diciembre de 2002 | Bakırköy     | World Trade Center and İstanbul Expo Center          |
| Atatürk Havalimanı                                    |      |                   | 20 de diciembre de 2002 | Bakırköy     | Aeropuerto Internacional Atatürk                     |
| Estaciones de la Línea M1b                            |      |                   |                         |              |                                                      |
| Esenler                                               |      |                   | 22 de febrero de 2012   | Esenler      |                                                      |
| Menderes                                              |      |                   | 14 de junio de 2013     | Esenler      |                                                      |
| Üçyüzlü                                               |      |                   | 14 de junio de 2013     | Bağcılar     |                                                      |
| Bağcılar Meydan                                       |      |                   | 14 de junio de 2013     | Bağcılar     |                                                      |
| Kirazlı                                               |      |                   | 14 de junio de 2013     | Bağcılar     |                                                      |
| ↓↓ En construcción (fecha de apertura desconocida) ↓↓ |      |                   |                         |              |                                                      |
| Barbaros                                              |      |                   |                         | Bağcılar     |                                                      |
| Malazgirt                                             |      |                   |                         | Bağcılar     |                                                      |
| Mimar Sinan                                           |      | (en construcción) |                         | Bağcılar     |                                                      |
| Fatih                                                 |      |                   |                         | Küçükçekmece |                                                      |
| Halkalı Üniversite                                    |      |                   |                         | Küçükçekmece |                                                      |